# Doak Walker
Ewell Doak Walker II (Dallas, Texas, 1 de enero de 1927 – Steamboat Springs, Colorado, 27 de septiembre de 1998), más conocido como Doak Walker, fue un jugador profesional estadounidense de fútbol americano que se desempeñó en la posición de halfback y placekicker en la National Football League (NFL). Es miembro del Salón de la Fama del Fútbol Americano Profesional.

## Carrera
Walker jugó como profesional seis temporadas en Detroit Lions (1950-1955), equipo en el que se retiró.

## Reconocimiento
En 1986, ingresó como miembro al Salón de la Fama del Fútbol Americano Profesional.